# Reformierte Kirche Aargau

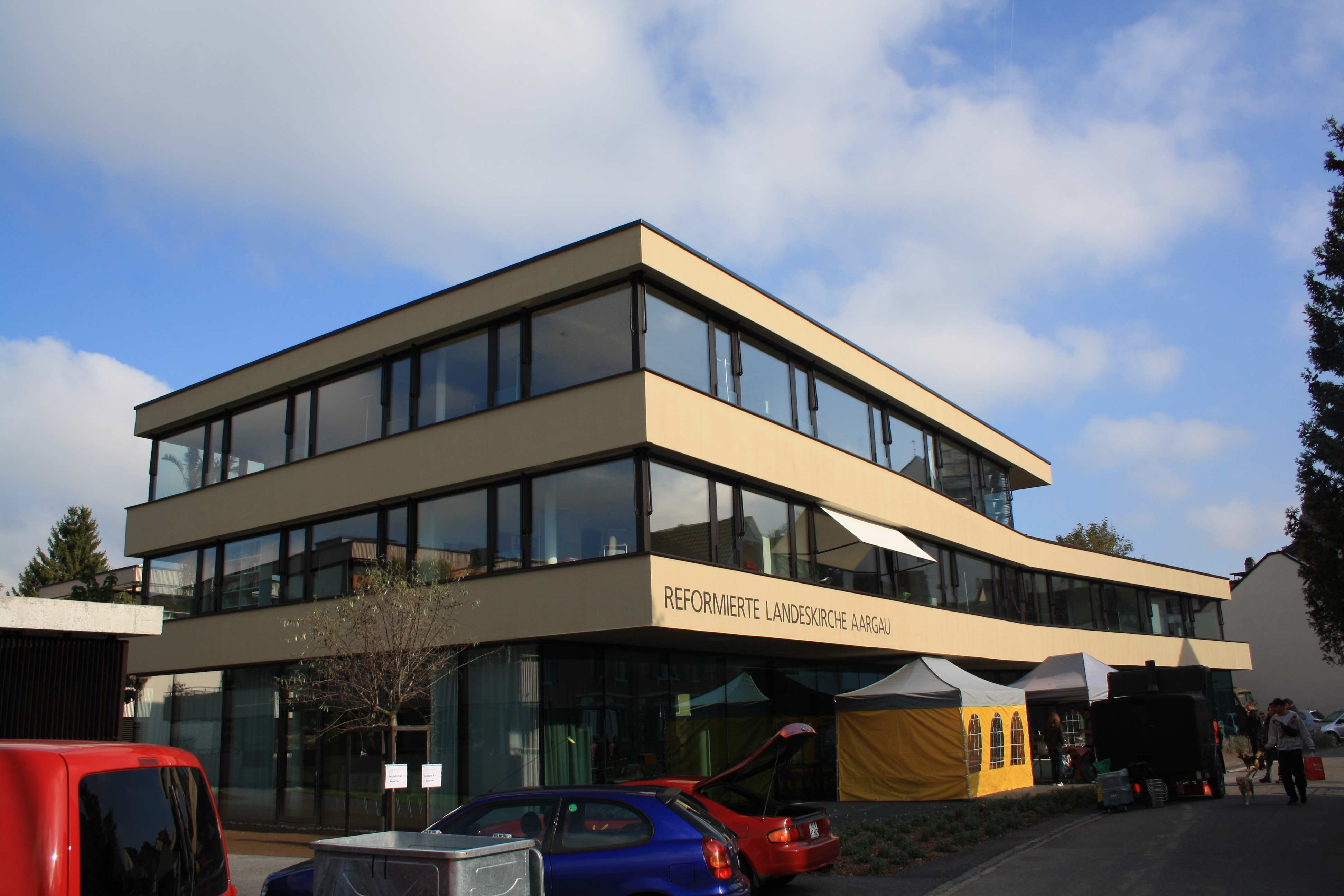
Das «Haus der Reformierten» am Tag der Einweihung

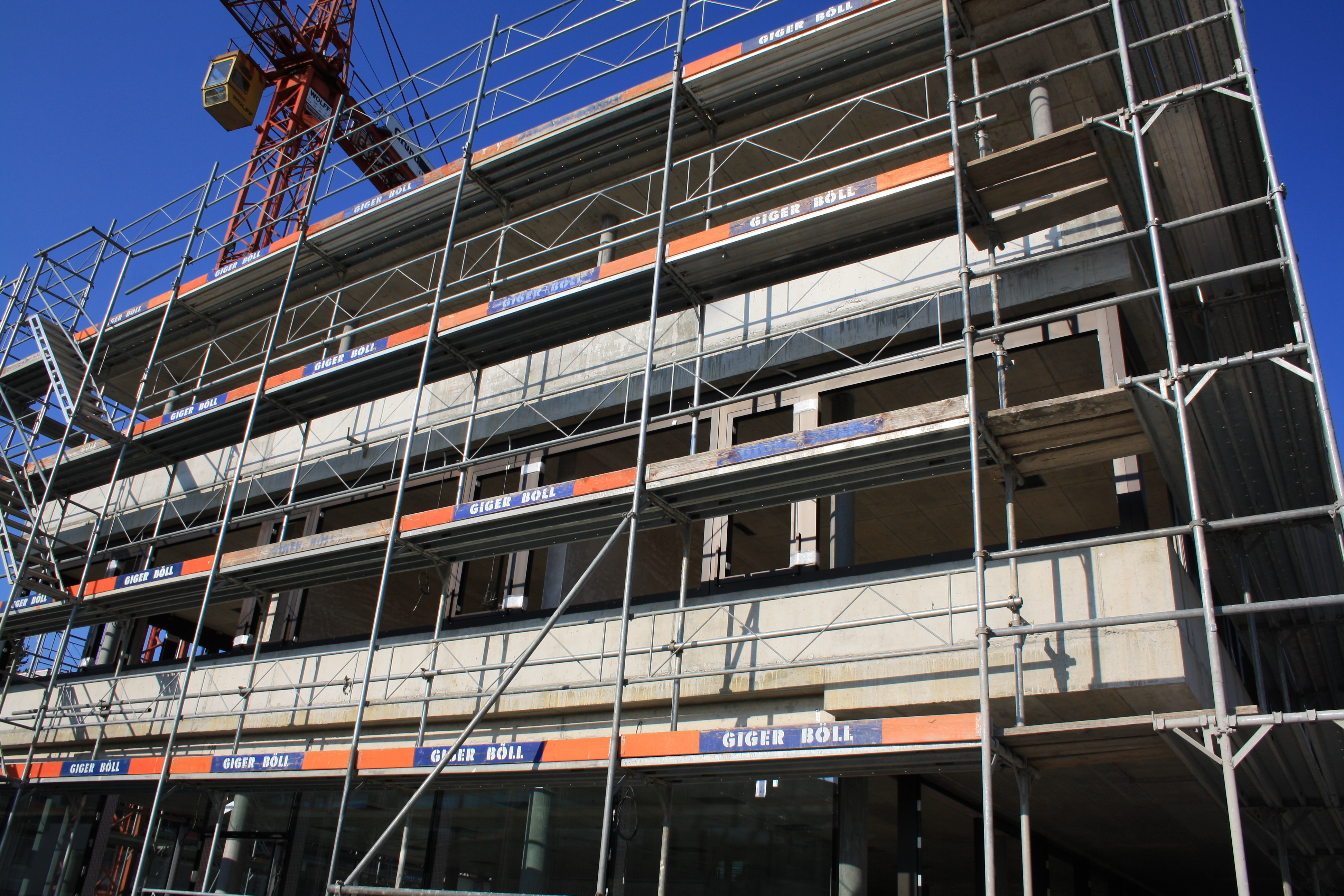
Der neue Sitz der Landeskirche im Rohbau

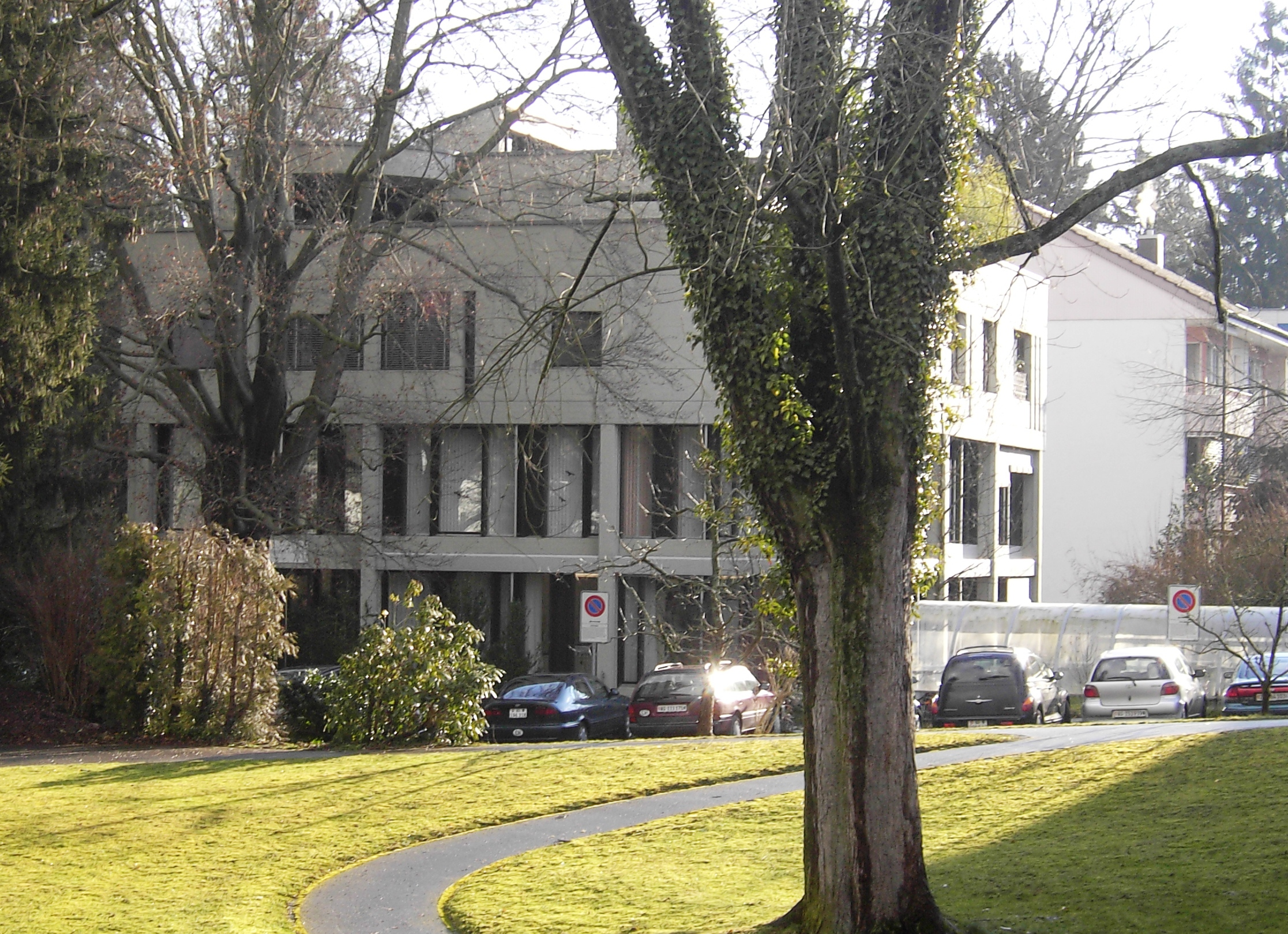
Ehemaliger Sitz der Reformierten Landeskirche

Die Reformierte Kirche Aargau (der offizielle Name Evangelisch-reformierte Landeskirche des Kantons Aargau wird in der Wortmarke seit 2003 nicht mehr benutzt) ist die reformierte Landeskirche im Schweizer Kanton Aargau. Die Landeskirche ist Mitglied der Evangelisch-reformierten Kirche Schweiz und der Konferenz der Kirchen am Rhein.

## Geschichte
Die Ursprünge der Landeskirche liegen im Jahre 1803, als der einstige Berner Unteraargau, die Freien Ämter, die Grafschaft Baden und das vorher österreichische Fricktal zum Kanton Aargau vereinigt wurden. Der neue Kanton hatte ca. 130'000 Einwohner, davon waren 70'000 reformiert.
Nach der damaligen Auffassung konnte der Staat weder ohne die Kirche existieren, noch die Kirche ohne den Staat. So hat sich die reformierte Kirche der staatlichen Verfassung unterworfen und die Oberaufsicht des Staates anerkannt. Dafür schützte der Staat die Kirche und sorgte für einen anständigen Unterhalt und die Wohnung der Pfarrer. Damit wurden die Pfarrer Beamten des Staates und die Kirchgemeinden hatten bei der Pfarrwahl kein Mitspracherecht. Die Behörden wählten einen elfköpfigen reformierten Kirchenrat, der als Aufsichts- und Kontrollbehörde fungierte und Anträge zuhanden des kleinen Rates formulieren konnte.
Zunächst versuchte der Staat Aargau beiden Konfessionen, nach dem Grundsatz der Parität, also der Gleichberechtigung der Kirchen, gerecht zu werden. Bewusst katholische oder bewusst reformierte Stellungnahmen waren nicht erwünscht. So hat beispielsweise die Regierung die Einladung des Kantons Zürich zum Reformationsjubiläum 1819 zurückgewiesen.

### Der Weg zur Selbständigkeit
Bereits in der Berner Zeit gab es im Berner Unteraargau zwei Pfarrkapitel (Aarau-Zofingen und Brugg-Lenzburg). Durch Beschluss der Aargauer Regierung wurden diese zu einem Generalkapitel zusammengefasst und tagten im Juni 1821 erstmals in Aarau. Alle ins aargauische Ministerium aufgenommenen Geistlichen und drei Regierungsräte gehörten dem Kapitel an. Ab 1824 kam immer lauter der Wunsch auf, auch Laien im Generalkapitel aufzunehmen und der Kirche mehr Selbständigkeit zu gewähren, was zunächst noch als feindselig gegenüber der Verfassung des Kantons empfunden wurde. Ganz allmählich aber konnte die Kirche Erfolge verbuchen. 1852 erhielten die Kirchgemeinden auf Antrag des Generalkapitels das Recht, bei der Pfarrwahl einen Dreiervorschlag zuhanden der Regierung einzureichen. 1858 wurde es den Gemeinden gestattet, Laienmitglieder ins Generalkapitel zu schicken, und 1864 erhielten die Kirchgemeinden das Recht zu Pfarrwahl.
Mit einem Gesetz vom 2. März 1866 stimmte der Grosse Rat der Wahl einer Synode zu. Die Wahlen, von den zivilen Behörden angesetzt und durchgeführt, fanden am 21. Oktober statt und bereits am 18. Dezember 1866 trat die Synode, bestehend aus 87 Laien und 51 Pfarrern, erstmals zusammen. Damit hat die aargauische Kirche den Weg zu mehr Eigenständigkeit und Unabhängigkeit begonnen.
Mit der Verfassungsänderung von 1885 wurde der Gedanke einer freien Kirche in einem freien Staat aufgenommen, und man begann, das finanzielle Verhältnis von Staat und Kirche zu entflechten. Die Pfrund- und Kirchengüter wurden aus dem allgemeinen Staatsbesitz ausgeschieden, und im Jahre 1893 erhielten die Kirchgemeinden die öffentlich-rechtliche Anerkennung, so dass sie gegenüber dem Staat als selbständige Verhandlungspartner auftreten konnten. Im selben Jahr wurde der Synodalausschuss zum Reformierten Kirchenrat.
Der Staat wollte damals bewusst keine starke kirchliche Zentralverwaltung, so dass das Steuerrecht und viele andere Kompetenzen bis heute nicht bei der Landeskirche, sondern bei den Kirchgemeinden liegen.
Mit einem Synodeentscheid vom 21. November 1949 wurde das Amt des Kirchenpflegers auch für Frauen geöffnet, wobei der Entscheid erst durch die Zustimmung des Grossen Rats des Kantons Aargau am 3. September 1952 in Kraft gesetzt wurde. Das aktive Wahl- und Stimmrecht bekamen die Frauen durch einen Beschluss der Synode vom 30. Juni 1960.
Der Sitz der Landeskirche war von 1973 bis Mitte Oktober 2011 an der Augustin-Kellerstrasse in Aarau und befindet sich seither im neuen «Haus der Reformierten» am Stritengässli 10 in Aarau.

### Frauen leiten Kirche
Eine historische Besonderheit war die Wahl von Sylvia Michel zur Kirchenratspräsidentin 1980. Sie war damit die erste Frau an der Spitze einer Kirche in Europa.

## Struktur

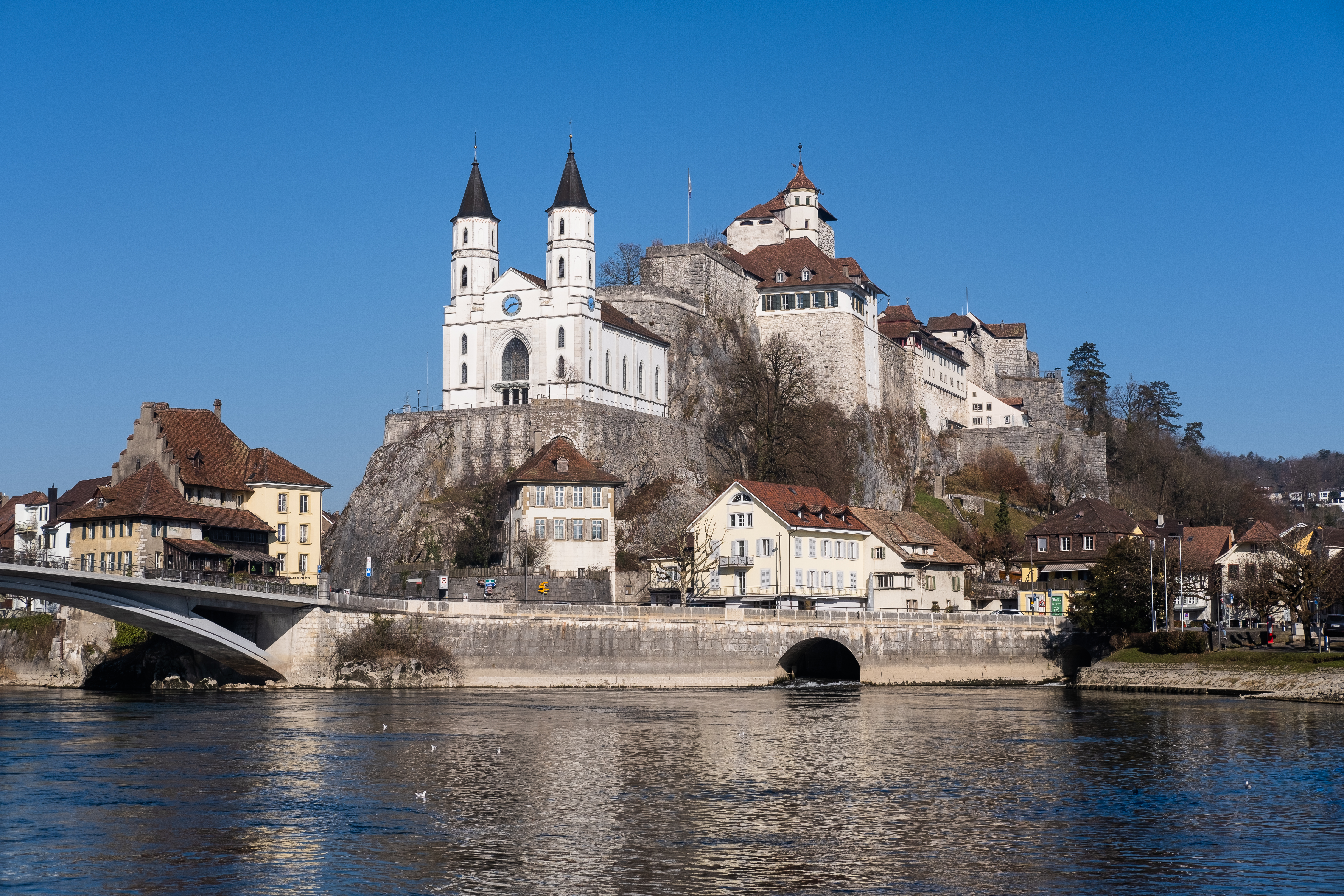
Reformierte Stadtkirche in Aarburg, dahinter die Festung Aarburg

Durch die Kantonsverfassung (Art. 109 ff.) ist der Reformierten Landeskirche Aargau die rechtliche Selbständigkeit als öffentlich-rechtliche Institution garantiert. Dies wird durch die Bezeichnung „Landeskirche“ gekennzeichnet. Auch die Kirchgemeinden sind öffentlich-rechtliche Institutionen und damit berechtigt, von ihren Mitgliedern Steuern zu erheben, um ihren Auftrag erfüllen zu können. Der öffentlich-rechtlichen Status ist an einige Bedingungen geknüpft:
- Die Gemeinden und die Landeskirche müssen demokratisch aufgebaut sein,
- ihre Mitglieder können gegen Entscheide der Kirchenbehörden rekurrieren und
- die Gemeinden und die Landeskirche müssen über die Verwendung ihrer finanziellen Mittel öffentlich Rechenschaft ablegen (Jahresbericht, mit Rechnung).

Die grundlegenden Gesetzeserlasse der Reformierten Landeskirche Aargau sind das Organisationsstatut, das als Kirchenverfassung fungiert, und die Kirchenordnung, die das Statut konkretisiert.

### Gemeindeautonomie

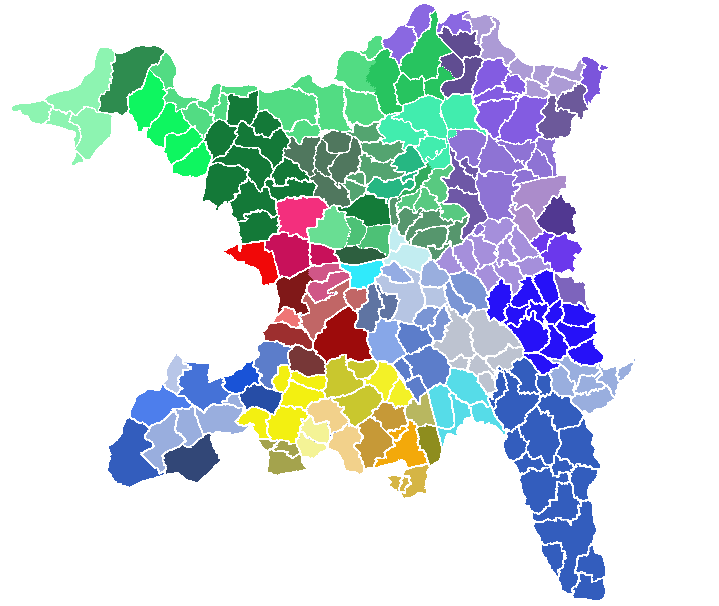
Die sechs Dekanate (in ähnlichem Farbton) und die 75 Kirchgemeinden (in jeweils derselben Farbe)

Die einzelnen Kirchgemeinden haben im Aargau eine starke Stellung. Die Gemeindeautonomie ermöglicht ihnen einen grossen Spielraum sowohl im Bereich der Verwaltung und Organisation als auch im eigenen Festlegen von Schwerpunkten. Im Rahmen, den das Organisationsstatut und die Kirchenordnung vorgibt, sind sie selbständig und jede Kirchgemeinde ist für sich eine Körperschaft des öffentlichen Rechts.

### Dekanate
Die Kirchgemeinden der Landeskirche sind in sechs Dekanate eingeteilt:
- Dekanat Aarau (rot)
- Dekanat Baden (violett)
- Dekanat Brugg (grün)
- Dekanat Kulm (gelb)
- Dekanat Lenzburg (blau – im Südosten)
- Dekanat Zofingen (blau – im Südwesten)

## Leitung

### Synode
So wie auf Kirchgemeindeebene die Kirchgemeindeversammlung das oberste Organ ist, so ist es auf landeskirchlicher Ebene die Synode, die von allen kirchlichen Stimmberechtigten gewählt wird. Je nach Grösse der Kirchgemeinde, wählt sie zwei bis sieben Vertreter. Die Synode tritt in der Regel zweimal im Jahr zusammen, genehmigt das Budget und die Rechnung und wählt zum Ende einer Legislaturperiode den Kirchenrat für die neue Amtszeit. Es gibt fünf Synodefraktionen, die die Geschäfte der Synode in jeweils eigenen Fraktionssitzungen vorbereiten. Eine Synodefraktion kann jederzeit von mindestens fünf eingeschriebenen Mitgliedern gebildet werden. Zurzeit gibt es folgende Fraktionen: Fraktion Kirche und Welt, Fraktion und Verein Lebendige Kirche, Evangelische Fraktion, Fraktion Freies Christentum und die Fraktion der Fraktionslosen.
Liste der Synodepräsidentinnen und -präsidenten (seit 1991)
- 1991–1994 Heiner Studer[7]
- 1995–1998 John Christoffel[8]
- 1999–2002 Franziska Zehnder[9]
- 2003–2006 Pfr. Urs Zimmermann
- 2007–2010 Daniel Hehl
- 2011–2014 Silvia Kistler
- 2015–2018 Roland Frauchiger[10]
- 2019–2022 Lucien Baumgaertner[11]
- 2023–2026 Pfr. Lutz Fischer[12]

### Kirchenrat
Der Kirchenrat, der im Auftrag der Synode die Geschäfte der Landeskirche führt, muss mehrheitlich aus nicht ordinierten Mitgliedern bestehen. Er besteht aus einem vollamtlichen Präsidenten oder einer Präsidentin und aus sechs ehrenamtlichen Mitgliedern. Für die Legislaturperiode von 2019 bis 2022 wurden auf der Synodesitzung am 6. Juni 2018 in Hirschthal zunächst die bisherigen Christoph Weber-Berg (Präsident), Regula Wegmann (Vizepräsidentin), Martin Keller, Beat Maurer, Catherine Berger-Meier und als neue Mitglieder Rolf Fäs und Gerhard Bütschi in den Kirchenrat gewählt. Nach dem Rücktritt von Martin Keller wählte die Synode am 18. November 2020 in Baden AG Pfarrer Christian Bieri zu seinem Nachfolger.
Liste der bisherigen Kirchenratspräsidenten
- 1980–1986 Sylvia Michel
- 1987–2002 Paul Jäggi
- 2003–2012 Claudia Bandixen

### Partnerschaftliche Gemeindeleitung
Die Verantwortung zur Leitung der Kirchgemeinden ist in der Kantonalkirche als 'partnerschaftliche Gemeindeleitung' auf die ehrenamtlichen Mitglieder der Kirchenpflege, das Pfarramt und die diakonischen Dienste als gleichwertige Partner verteilt. Die Gleichstellung der diakonischen Dienste mit dem Pfarramt zeigt sich u. a. darin, dass Diakone unter bestimmten Voraussetzungen ebenfalls ordiniert werden.

### Mitarbeitende

#### Pfarrkapitel
Nach der Wahl der ersten Synode im Jahre 1866 wurde das vormalige Generalkapitel (s. oben) aufgelöst und neu das Pfarrkapitel geschaffen, das bis heute einen festen Platz in der Organisation der Landeskirche hat. Alle ins aargauische Ministerium aufgenommenen Geistlichen gehören dem Kapitel an. Gleichzeitig vertritt es die Pfarrschaft im Schweizerischen Reformierten Pfarrverein. Geleitet wird das Kapitel von den Co-Präsidentinnen Kristin Lamprecht und Maja Petrus.

#### Diakonatskapitel
Mit der Gleichstellung der Sozialdiakone mit den Pfarrern im Aargau wurde im Januar 1993 das Diakonatskapitel ins Leben gerufen. Es wird von der Präsidentin Maria Trost-Hansemann geleitet.

## Medien
Gemeinsam mit der Bündner, der Zürcher und der Berner Landeskirche erscheint im Aargau die Zeitschrift reformiert., die 2008 den früheren „Aargauer Kirchenboten“ abgelöst hat. Die Aargauer Ausgabe hat eine Auflage von knapp über 160'000.

## Bekannte Pfarrer und Theologen mit Aargauer «Vergangenheit»
- Johannes Wäber (1499–1577), aus Merenschwand, Pfarrer in Hedingen, Aarau und Bern
- Heinrich Bullinger (1504–1575), geboren in Bremgarten AG
- Thomas Erastus (1524–1583), geboren in Baden AG
- Karl Barth (1886–1968), von 1911 bis 1921 Pfarrer in Safenwil
- Eduard Thurneysen (1888–1974), von 1913 bis 1920 Pfarrer in Leutwil
- Rudolf Bohren (1920–2010), ehemaliger Pfarrer in Holderbank AG
- Urs Zimmermann (* 1942), ehemaliger Pfarrer der Kirchgemeinde Wettingen-Neuenhof
- Philippe Woodtli (* 1964), von 2008 bis 2010 Leiter der Stabsstelle Theologie und Recht der Landeskirche
- Lutz Fischer (* 1967), EVP-Grossrat und Präsident der Synode, Pfarrer der Kirchgemeinde Wettingen-Neuenhof